# ジョーズ (アトラクション)
- ユニバーサル・パークス&リゾーツ > ユニバーサル・スタジオ・ジャパン > ユニバーサル・スタジオ・ジャパンのアトラクション > ジョーズ (アトラクション)
- ジョーズ > ジョーズ (アトラクション)

ジョーズ（英: Jaws）は、映画『ジョーズ』をテーマにしたボートライド・アトラクションであり、現在はユニバーサル・スタジオ・ジャパンにのみ設置されている。

## 存在するパーク

### ユニバーサル・スタジオ・ジャパン
2001年3月31日のパーク開園時に、アミティ・ビレッジ内にオープンした。このアトラクションは、ユニバーサル・スタジオ・フロリダの同アトラクションが閉鎖されたことにより、現在では世界で唯一の存在となっている。
当初、アトラクションのスポンサーはANAだったが、現在は三井住友カードがスポンサーを務めており、プラチナカード会員向けにラウンジの提供などのサービスも行われている。
2017年10月9日18時頃、ゲスト49人が乗ったボートの後部エンジン付近から黒煙が発生するトラブルがあった。全てのゲストが無事避難し、クルーが消火器を使用して鎮火させたため、けが人は出なかった。
2024年11月22日、ボートの燃料を廃棄食用油から作られたバイオディーゼル燃料（BDF）を混合した軽油に切り替えた。園内のレストランで使用されたポテトの揚げ油などを活用し、脱炭素化を推進している。廃食用油の活用はUSJで初めての試みとなる。
同日から運航する全8隻のボートに、バイオ燃料を5％混合した軽油を導入した。園内の28のレストランで使用される食用油は年間189トンに達し、このうち不純物を除去した後、一部は洗剤としてリサイクルされ、残りの約80％がバイオ燃料として活用される。
バイオ燃料の導入により、二酸化炭素（CO2）の削減量は年間17トンに達するとされている。

## 過去に存在したパーク

### ユニバーサル・スタジオ・フロリダ

#### 開業と初期の故障
ユニバーサル・スタジオ・フロリダでは、1990年6月7日のパーク開園と同時に「ジョーズ」がサンフランシスコ・エリアにオープンした。このアトラクションでは、長さ24フィート、重量3トンのアニマトロニクス製サメが登場。サメはボーイング747のエンジンに匹敵する水力を備えた油圧システムで水中を移動し、2000マイルの電線と7500トンの鉄を使用した複雑な構造で制御されていた。しかし、オープン初日は悪天候の影響で正常に動作せず運休となり、その後も故障が続発。ゲストの避難誘導が頻繁に行われる事態となった。
アトラクションの問題点として特に挙げられたのは、サメがボートを咬んで180度回転させるシーンや、フィナーレの爆破シーンである。サメがボートを咬むシーンでは実際のサメの歯が使用されており、これがボートに損傷を与える原因となっていた。また、サメ自体も水中での動作が負担となり、頻繁に故障していた。一方、フィナーレの爆破シーンは映画『ジョーズ』のエンディングを再現したもので、水中爆発効果シミュレーターを使用してサメの肉片を模した小道具や赤い染色液を飛ばす仕掛けが含まれていたが、しばしば正常に動作しないことがあり、船長がアドリブで対応する場面も多々あった。さらに、このリアルな演出が本物と誤解され、ゲストから苦情が寄せられることもあった。

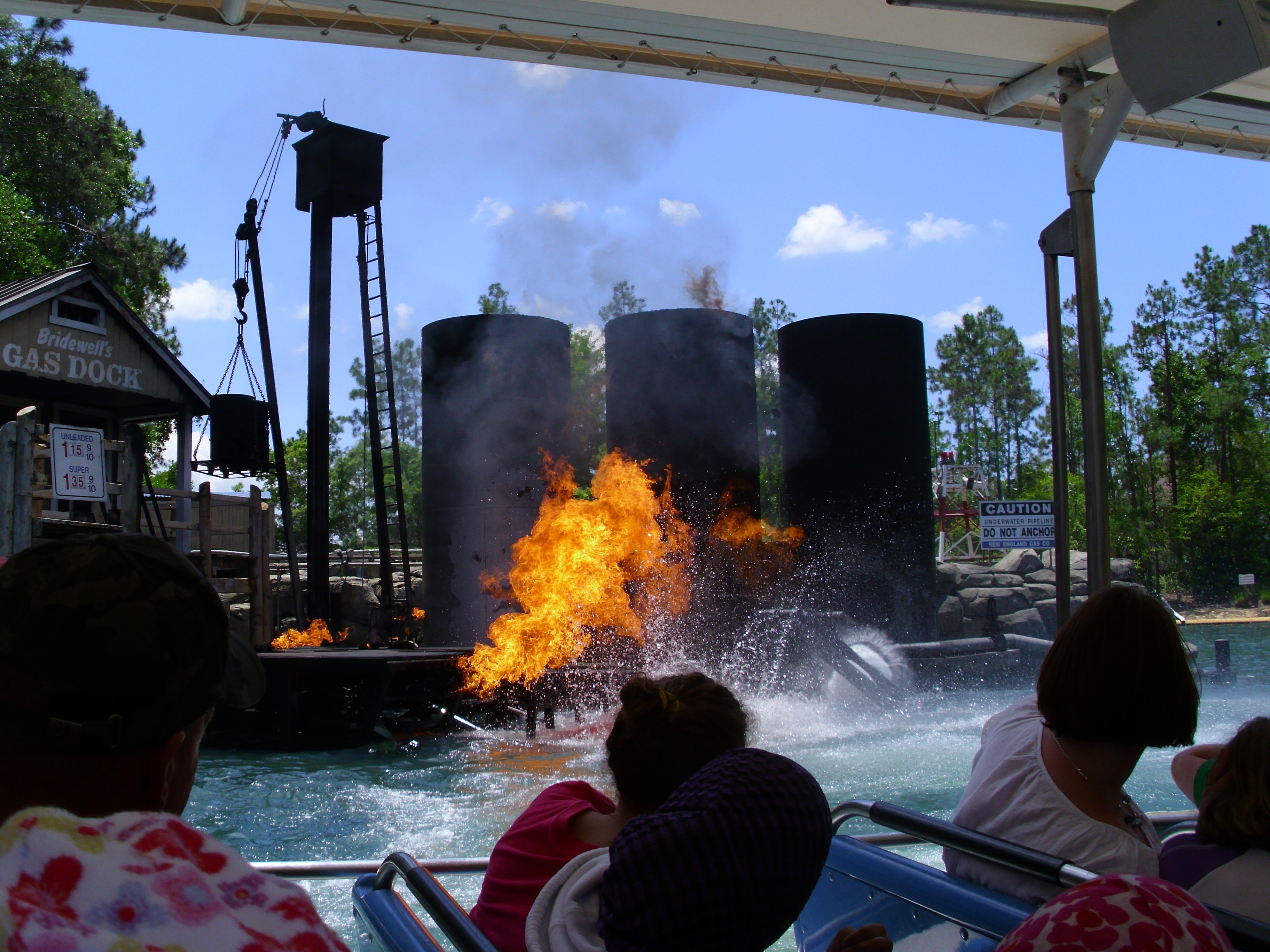
ガソリンタンクの爆発シーン

こうした問題が重なり、ユニバーサルは修理のみでは解決不可能と判断し、オープンからわずか2か月半後にアトラクションを一時的に閉鎖することを決定した。ユニバーサルは設計を担当したライド&ショーエンジニアリングを訴えたものの、適切な試験期間を確保していなかったことも批判の対象となった。その後、ユニバーサルはトータリー・ファン・カンパニー、ITECエンターテインメント、インタミン、オーシャニアリング・インターナショナルといった専門企業に製作を依頼し、問題箇所の修正と新たなシーンの制作を進めた。サメがボートを咬むシーンや爆破シーンは、『ジョーズ2』のエンディングを再現した感電死シーンやガスタンクの爆発シーンに置き換えられた。新しいサメはより信頼性が高く、500馬力相当の力で水中を移動する12トンの油圧リフトが導入された。
1993年春、改良を施したアトラクションが正式に再開された。しかし、この改良には膨大な費用がかかり、総製作費は4000万ドルに達した。また、年間200万ドル相当の石油を消費するほか、500万ガロンの水を含むラグーンを定期的に排水する必要があった。これに関連して、1995年には環境保護局から排水中の汚染物質に関する指摘を受け、適切な処理が求められる事態となった。
また、アトラクションの運営において重要な役割を担う船長は、5日間の集中トレーニングを受けることが義務付けられた。船長が資格を十分に備えていると認められるまで、指導が続けられた。このような改善を経てアトラクションは再び成功を収めたものの、その運営には多大なコストと労力を必要とする状況が続いた。

#### ガソリン価格の高騰
2004年のハリケーンシーズン以降、ガソリン価格が高騰した影響で、ユニバーサル・スタジオ・フロリダの「ジョーズ」は2005年1月から12月にかけて一時的に閉鎖された。閉鎖期間中、待ち列エリアのリニューアルやボートおよびサメの塗り替えが実施され、設備の更新が進められた。
2005年12月にアトラクションは再開されたものの、運営は繁忙期のみ限定される形となり、2007年4月までこの状態が続いた。この間、爆発を伴う演出や炎のエフェクトが次第に削減されていき、演出規模は年々縮小される傾向にあった。特に炎の演出は2011年までに大幅に弱められ、アトラクションの雰囲気に変化をもたらす結果となった。

#### アトラクションのクローズ
2011年12月2日、ユニバーサルは「ジョーズ」アトラクションを含むアミティ・ビレッジ全体を閉鎖し、その跡地に「ウィザーディング・ワールド・オブ・ハリー・ポッター」のロンドン/ダイアゴン横丁をオープンさせる計画を発表した。この決定は、ユニバーサル・オーランド・リゾート内のもう一つのパーク「アイランズ・オブ・アドベンチャー」で、2010年6月18日に「ウィザーディング・ワールド・オブ・ハリー・ポッター ホグズミード村」が開業したことが背景にある。このエリアの成功により入園者数がアイランズ・オブ・アドベンチャーに集中し、両パークの入場者数のバランスが偏るようになった。このため、ユニバーサルはフロリダのもう一つのパークにも「ウィザーディング・ワールド・オブ・ハリー・ポッター」のエリアを設置することを決定した。
これを受け、「ジョーズ」は2012年1月2日に正式にクローズとなった。しかし、アトラクションの名残は現在でもダイアゴン横丁内に見ることができる。映画の挿入歌である「Show Me the Way to Go Home」を歌う装飾や、別のショップのショーウィンドウに展示されたサメの歯がそれである。また、アトラクションのエントランスに設置されていたサメの像は、同パーク内のサンフランシスコ・エリアにあるフィッシャーマンズワーフに移され、現在でもその姿を見ることができる。

## ストーリー
1974年、港町アミティでは「ジョーズ」として知られる巨大なホホジロザメが出現し、多くの住民や観光客が襲われる事件が発生した。このサメはマーティン・ブロディ、クイント、そしてマット・フーパーの手によって駆除されたが、事件の恐怖は長く町に影を落とした。この出来事は後にスティーヴン・スピルバーグ監督による映画『ジョーズ』として映画化され、世界的な知名度を得た。しかし、事件後、アミティを訪れる観光客は激減し、町は経済的打撃を受けた。
観光客を呼び戻すため、島の住民で船乗りのジェイク・グランディは、サメ襲撃の歴史的な場所を巡る新しいボートツアーを開催することを決意。これが「ジョーズ」のアトラクションの舞台となるストーリーの始まりとなる。

### 待ち列
ツアーが始まる前、ゲストは待ち列でアミティの雰囲気を体感することができる。待ち列エリアには様々な釣り用品や海産物が展示されており、地域の特色が再現されている。また、アミティのローカルテレビ局「WJWS13: The Station That BITES」を放映するモニターが設置され、トークショー『Hey There, Amity!』や子供向け番組、ニュース番組、地元企業の広告、さらにはユニバーサルのクラシック映画やテレビ番組の広告が流れる。これにより、ゲストはツアーが始まる前にアミティの生活感や歴史を感じることができる。

### ライド
ジェイクのツアーボートに乗り込んだゲストは、船長と共に1974年のジョーズ事件の舞台となった場所を巡る旅に出発する。船長はボートには40mmライフル（擲弾発射器）が装備され、万が一に備えていると説明するが、事件以来アミティでサメは目撃されていないから大丈夫だろう、と推測する。
ツアーはブロディ署長やボーン市長の家、港の建物を通過しながら順調に進む。しかし、桟橋近くの灯台に差し掛かったところで、ツアーは突如無線通信で中断される。「アミティ・スリー」の船長ゴードンからの遭難信号が入り、悲鳴の後に静寂が訪れる。船長が状況を確認するため本部と連絡を取る中、ゲストのボートは「アミティ・スリー」の残骸を発見する。
その直後、水中からジョーズの背びれが現れ、ボートの周囲を泳ぎながら揺さぶりをかけてくる。船長はライフルで応戦しようとするが、サメの動きが速く、一発も当たらない。船長はボートハウスに隠れることを決断し、一時的にサメの襲撃を逃れようとする。しかし、ボートハウスに入るとジョーズが壁を突き破り、ボートに接近してくる。船長はなんとかボートを発進させ、ギアの不調に見舞われながらも脱出に成功する。
ツアーボートが脱出した後、ブロディからの無線で「10分後に到着する」との連絡を受けが、船長は「10分も待てば全員がサメの餌になる」と判断し、自らジョーズを倒すことを決意する。再び現れたジョーズとの激しい攻防の中で、船長は誤ってガソリンタンクを撃ち、辺り一面が炎に包まれ、ボートはどうにか炎に飲み込まれる前に脱出する。
やがて船長は、目の前に見えてきた高電圧の艀がある古い釣り桟橋に向かい、そこでゲストを降ろそうとするが、そこにジョーズが再びツアーボートに襲いかかる。船長は「あの水中ケーブルを使いましょう」とジョーズをおびき寄せ、襲いかかるジョーズにライフルで再度発砲。このときジョーズは桟橋近くの水中ケーブルを誤って噛みつき感電死し、黒焦げになる。
ツアーが終了すると、ゲストは「アミティの平和を取り戻した」と称えられるが、船長は「この出来事は秘密にしてほしい」とゲストに頼む。その後、ボートはアミティの港へと戻り、スリル満点のツアーが幕を閉じる。

### 日本版
開園からしばらくの間は、フロリダ版と同じシナリオで、無線は英語(フロリダ版の流用)で船長の台詞も現在と異なる。その後、2002年頃に現在のシナリオに変更された。
現在のシナリオでは、フロリダ版の大筋のストーリーを踏襲しているものの、細部において日本版独自の設定が加えられている。この日本版では、アトラクションの名前が『アミティー・ハーバー・ツアー』に変更されており、物語の舞台や演出が日本のゲスト向けにアレンジされている。
待ち列エリアでは、日本版ならではの演出が楽しめる。モニターにはアミティの観光客向け案内映像『Amity Tourism Bureau』が流れており、ミス・アミティとして登場するマリリー・クロフォードが観光案内を行う。彼女はアミティ市長のメジャー・ヴォーンとともに、町の見どころを紹介する役割を担っている。この案内映像は日本版独自の要素で、フロリダ版にはない追加演出となっている。
また、待ち列内に展示されている小道具や装飾品も、フロリダ版とは異なるものが用意されている。これにより、アミティの港町らしい雰囲気を日本版らしく再現し、ゲストが物語に没入できるよう工夫されている。

## 製作

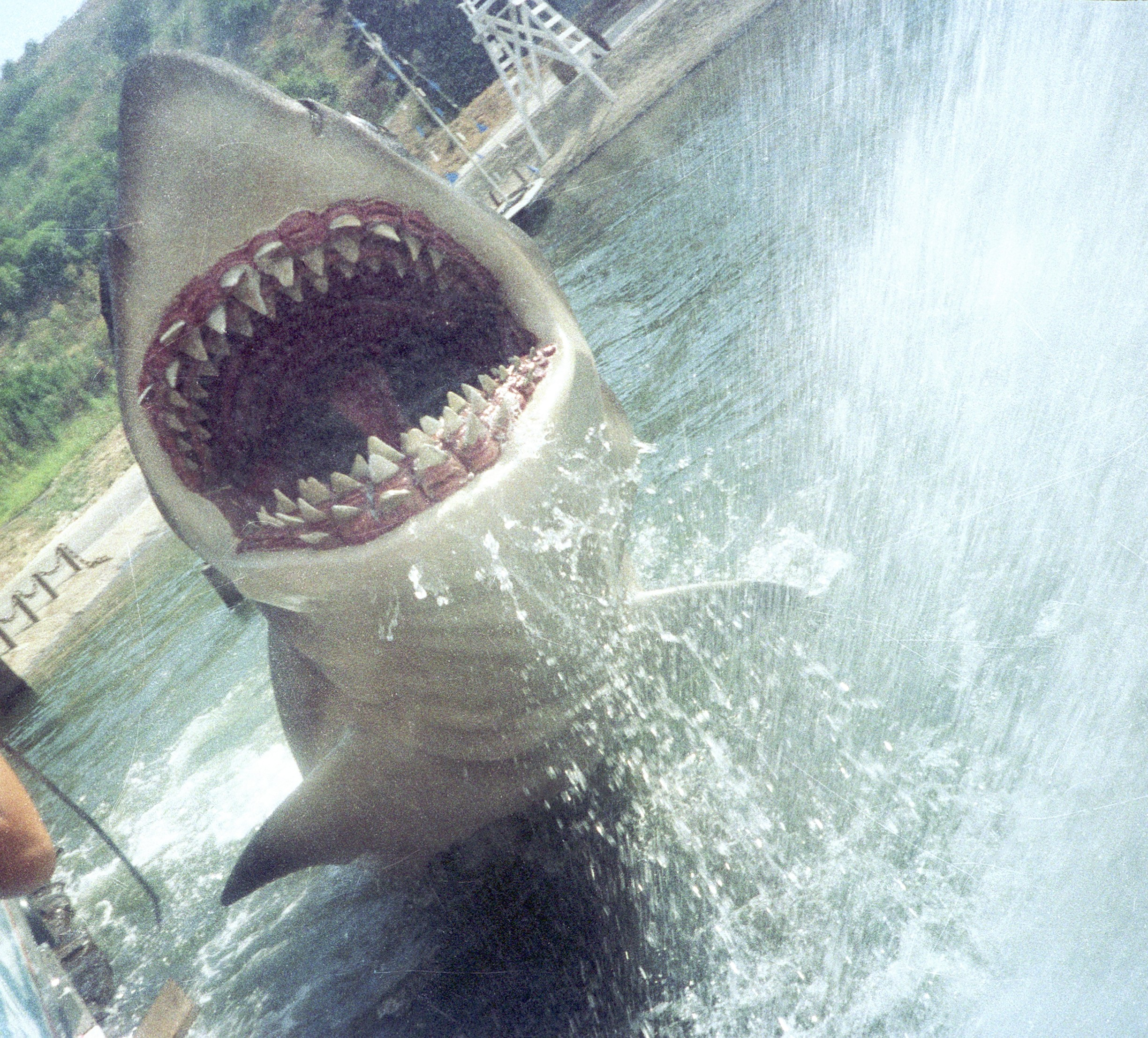
アニマトロニクスのホオジロザメ

「ジョーズ」アトラクションの起源は、1964年に開業したユニバーサル・スタジオ・ハリウッドの「スタジオ・ツアー」に遡る。1976年、映画『ジョーズ』の公開翌年に、このツアーにホホジロザメがゲストを襲うシーンが追加された。このシーンはアニマトロニクス製のサメを用いたもので、後にユニバーサル・スタジオ・ハリウッドを象徴する存在となった。
その後、この成功を目にしたウォルト・ディズニー・カンパニーの最高経営責任者であるマイケル・アイズナーは、ディズニーパークにも似たようなアトラクションを導入する計画を立てた。ディズニーは、フロリダに建設予定のディズニー・ハリウッド・スタジオへの設置を決定した。しかし、この動きに対抗する形で、ユニバーサルもフロリダにユニバーサル・オーランド・リゾートの建設を計画。ディズニーの近隣にパークを開設し、ディズニーの集客力を活用する狙いがあったとされる。
1985年にディズニー・ハリウッド・スタジオの建設が始まると、ユニバーサルはディズニーが自社の「スタジオ・ツアー」に類似した「スタジオ・バックロット・ツアー」を建設する計画を知り、激しく反発した。このため、ユニバーサル・スタジオ・フロリダに「スタジオ・ツアー」をそのまま導入する案を断念し、ツアーの中で特に人気の高いシーンを個別のアトラクションとして展開する方針を採用した。その結果生まれたのが「ジョーズ」のアトラクションである。
アトラクションのデザインを担当したピーター・アレキサンダーは、当初、ウォーターライドとしてクライマックスシーンにのみサメを登場させる計画を立てていた。しかし、映画の物語を忠実に再現する方針に転じ、映画シリーズの監督であるスティーヴン・スピルバーグも製作に加わることとなった。特殊効果とサメのリアリティを高めるため、過去にユニバーサル・スタジオ・ハリウッドの「スタジオ・ツアー」のジョーズのシーンを制作したライド&ショーエンジニアリングに再び依頼が行われた。製作には当時の価格で3000万ドル、現在の価値で約5300万ドルが投じられた。